# Chile de árbol
Le chile de árbol, ou piment de árbol, est une variété de piment (Capsicum annuum) originaire du Mexique et d'Amérique centrale. C'est l'un des piments secs les plus utilisés dans la cuisine mexicaine, notamment dans les sauces. Bien qu'il soit moins courant, le piment peut également être utilisé dans sa version fraîche. Il est caractérisé par une saveur épicée et un bon relevé.
Bien que le chile de árbol soit originaire du Mexique, il est étroitement lié au piment de Cayenne et au piment œil d'oiseau,, des variétés de piments répandues dans le monde entier. En fait, ils sont souvent confondus l'un avec l'autre, et certaines sources les citent comme étant dérivés l'un de l'autre, bien que cela ne soit pas connu pour être exact.
Une variété de chile de árbol de Yahualica de González Gallo, Jalisco, est protégée par une appellation d'origine (DO). Le piment de Yahualica est donc l'une des seize appellations d'origine mexicaines. Dans les régions de Huasteca et Totonacapan, au nord de l'État de Veracruz, on trouve un piment très similaire au chile de árbol appelé « pico de pájaro », qui est un piment serrano séché.

## Caractéristiques
Il possède une forme triangulaire très allongée et peut mesurer environ 7-10 cm de long et 1-4 cm de large,. Lorsqu'il est mûr, sa couleur passe du vert au rouge. Lorsqu'il est séché, il est d'un rouge profond et vif, parfois foncé, et sa peau est fine et lisse. Son piquant varie de 10 000 à 30 000 SHU sur l'échelle de Scoville, c'est-à-dire de chaud à très chaud.

## Terminologie

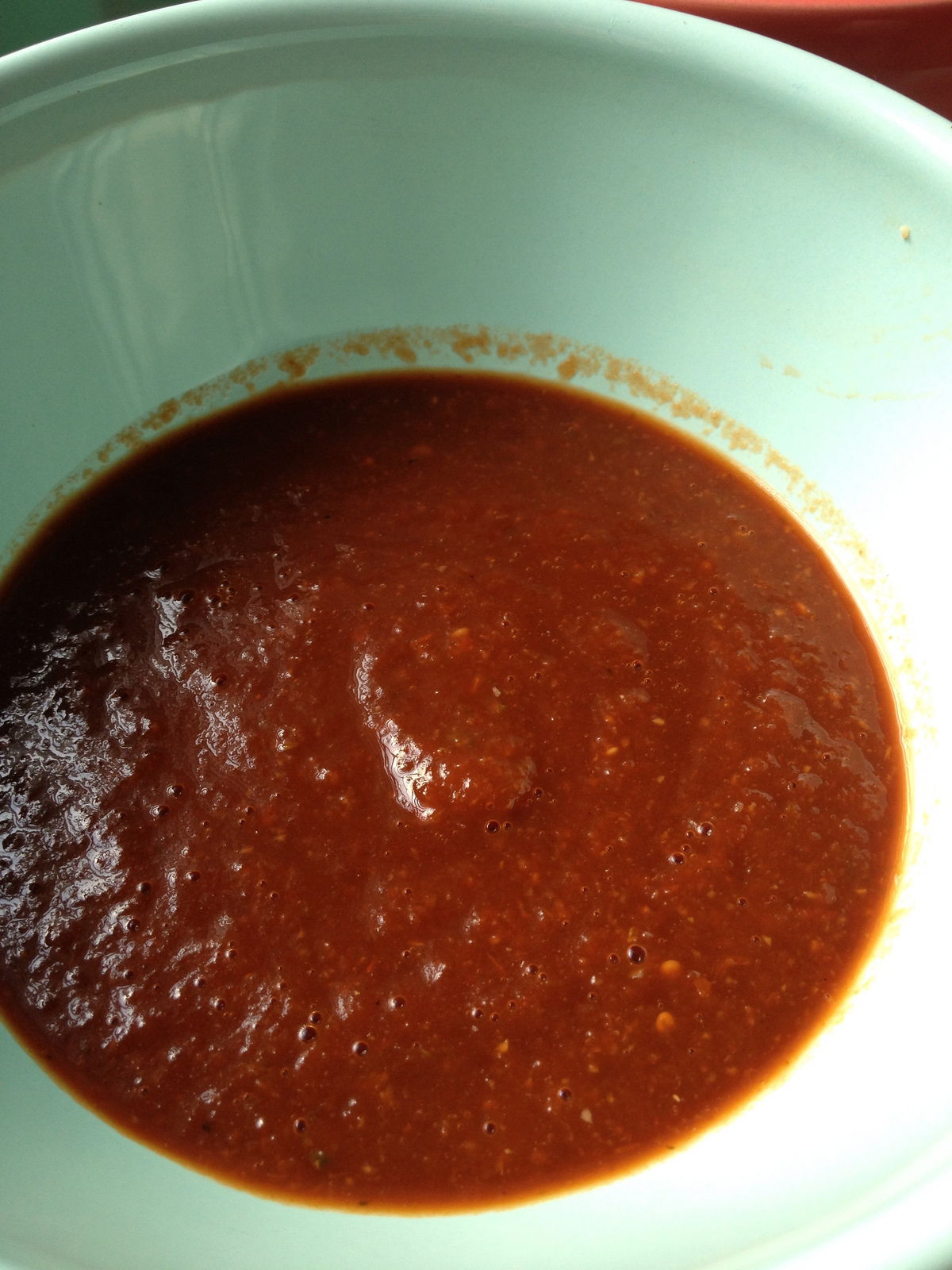
Sauce chili de árbol.

Le chile de árbol est appelé ainsi parce que les plantes de cette variété poussent beaucoup plus haut, en moyenne, que les autres variétés de piments (bien qu'elles ne soient pas vraiment un arbre, mais un arbuste ou une plante herbacée). Il peut atteindre une hauteur de 1,20 mètre.
Le chile de árbol peut également se trouver sous d'autres noms locaux, selon la région : chile alfilerillo, pico de pájaro ou cola de rata, en référence à sa forme allongée ; chile bravo, en référence à son piquant ; également chile sanjuanero, et en nahuatl comme cuauhchilli (« piment d'aigle »).

## Culture
On pense que l'origine de cette variété se trouve dans la région de Los Altos, à Jalisco. Le chile de árbol est cultivé principalement dans l'El Bajío et le nord de l'Altiplano, c'est-à-dire dans les États d'Aguascalientes, de Jalisco, de Nayarit, de Sinaloa et de Zacatecas. Il est récolté environ quatre-vingt-dix jours après la plantation et a besoin de 18 à 32º C pour germer.

## Usage culinaire
Le chile de árbol a une saveur fumée et légèrement noisetée (c'est-à-dire qu'il rappelle les noix, par exemple). Il s'agit d'une variété très piquante qui est souvent combinée à d'autres piments séchés pour faire des sauces de table. On l'ajoute également à certains ragoûts pour leur donner du goût. Certains marchés et supermarchés vendent cette poudre de piment.
Il existe différentes recettes de sauce rouge à base de chile de árbol, dont les ingrédients et les procédures varient d'une région à l'autre (et même d'un foyer à l'autre). En plus du piment, elles comprennent généralement des tomates vertes et de l'ail qui sont rôtis sur un comal puis moulus ou mélangés avec de l'eau et du sel. Si des graines de sésame et/ou des cacahuètes sont ajoutées à cette sauce, on prépare alors une sauce macha. Elle peut être combinée avec d'autres variétés de piments secs comme le pasilla ou le guajillo.
Il s'agit d'une sauce très courante pour accompagner les tacos (d'où son nom de « salsa taquera ») et autres snacks, et elle est consommée principalement dans le centre du pays.